# Ministerio de Ciencia (España)
El Ministerio de Ciencia, Innovación y Universidades (MICIU) de España es el departamento de la Administración General del Estado encargado de la propuesta y ejecución de la política del Gobierno de la Nación en materia de ciencia, desarrollo tecnológico e innovación en todos los sectores, incluyendo la investigación científica, así como de la propuesta y ejecución de la política universitaria.
A diferencia de otras materias como la educación o la salud, en España la Administración Central y las comunidades autónomas tienen competencias compartidas en el fomento de la investigación científica y técnica, siendo el Estado el encargado de la coordinación general en esta materia. En este sentido, el Tribunal Constitucional ha reiterado su doctrina en relación con la coordinación estatal negando que esta pueda llegar a tal grado de concreción y desarrollo que deje vacías de contenido a las competencias de las regiones españolas, debiendo garantizarse un equilibrio competencial. Esta coordinación se hace a través del Consejo de Política Científica, Tecnológica y de Innovación (CPCTI).
Este ministerio, que ha existido de forma independiente en cuatro etapas de la historia de España, se creó por primera vez en 1979, junto con el Ministerio de Política Territorial. En cuanto a su sede, esta se halla en el número 162 del paseo de la Castellana, aunque no siempre fue así, puesto que en el pasado se ha establecido en otros lugares, pero siempre en la ciudad de Madrid.

## Historia

### Época temprana
Históricamente, las competencias culturales y científicas fueron ejercidas directamente por distintos monarcas españoles, tanto mediante encargos privados como con la creación de instituciones científico-culturales como las Reales Academias, pero, con el paso del tiempo, fueron delegando en los distintos departamentos administrativos que, desde el siglo xviii, crearon para gestionar una acción política cada vez más compleja. Así, desde principios de este siglo fueron las Secretarías de Estado y del Despacho las que asumieron estas competencias, primero la de Justicia y luego la de Gobernación.
Con la creación del Ministerio de Fomento en 1847, se agrupan estas responsabilidades en este nuevo departamento, estrechamente ligadas a todo lo relativo a la educación, motivo por el cual, tanto en el proyecto de Ministerio de Instrucción Pública de 1886 como en la definitiva creación de este Ministerio en 1900, estas competencias conformaron el origen del nuevo departamento.

### La evolución de la ciencia en la Administración
Durante todo el siglo xx, fue el Ministerio de Educación el que asumió las competencias de ámbito científico. Al principio, estas responsabilidades recaían sobre la Subsecretaría, a través de secciones como las de Universidades e Institutos, y de Bellas Artes. Con el paso del tiempo el nivel de los órganos fue en aumento, con el establecimiento de algunos nuevos como la Dirección General de Bellas Artes en 1915, y se crearon los primeros organismos para el fomento de la investigación científica, como fue el caso de la Junta para Ampliación de Estudios e Investigaciones Científicas (JAE) en 1907.
Precisamente, esta Junta es la antecesora directa del actual Consejo Superior de Investigaciones Científicas (CSIC), organismo creado en 1939 y que desde entonces ha sido el principal organismo científico de España. En 1958 se creó la Comisión Asesora de Investigación Científica y Técnica, adscrita a la Presidencia del Gobierno, para impulsar y modernizar la política científica española.

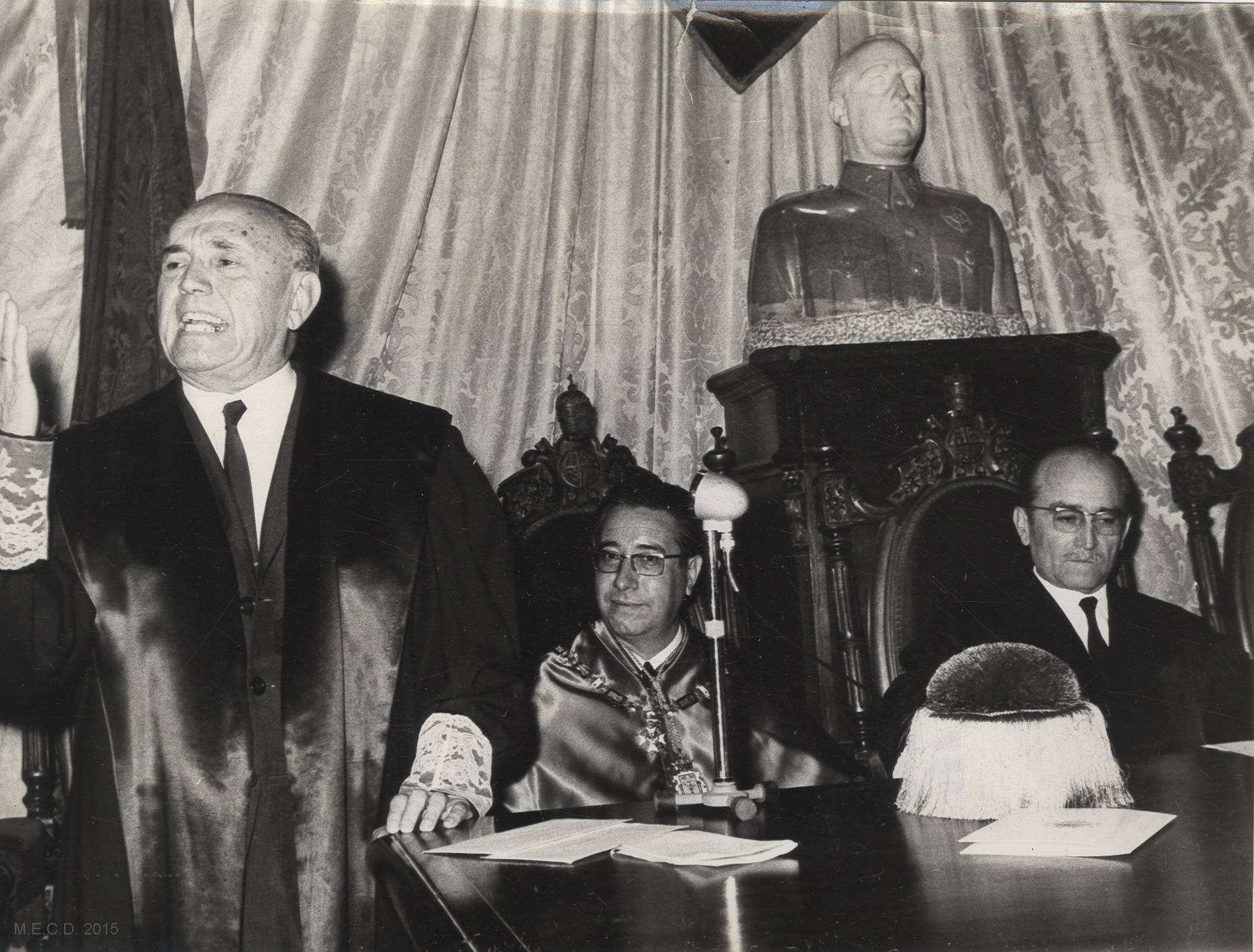
El ministro de Educación y Ciencia, Villar Palasí (c.), en un acto en la Universidad de Oviedo. Años 1970.

Siguiendo con esta tendencia, la importancia de la ciencia fue tal que en 1966 el propio Ministerio de Educación se renombró como Ministerio de Educación y Ciencia, ejecutando las políticas científicas con órganos administrativos de mayor especialización, como la Dirección General de Enseñanza Superior e Investigación (posteriormente llamada Dirección General de Universidades e Investigación). En el tramo final de esta etapa, esta dirección general se centró únicamente en la educación superior y, en 1976, se creó una dirección general independiente para la ciencia, la Dirección General de Política Científica.
A finales de la década de 1970, se crearon otros organismos como el Instituto de Astrofísica de Canarias y el Centro para el Desarrollo Tecnológico Industrial, y las competencias científico-universitarias obtuvieron otro incremento del nivel orgánico al crearse la Secretaría de Estado de Universidades e Investigación en 1977.

#### Creación del Ministerio
1979 fue un año clave para la política científica. En este año, se crea el Ministerio de Universidades e Investigación, el primer ministerio independiente de ciencia, que asumió las funciones que ejercía el Ministerio de Educación y Ciencia a través de la Secretaría de Estado de Universidades e Investigación, que se suprimió, así como las de las direcciones generales de Universidades y de Política Científica, las del Consejo Superior de Investigaciones Científicas, las del Instituto de España y las de la Comisión Asesora de Investigación Científica y Técnica, hasta entonces dependiente de la Presidencia del Gobierno. Este departamento apenas duró dos años, siendo suprimido en febrero de 1981 y regresando sus funciones al Departamento de Educación. Mientras existió, cabe destacar, entre otros, la creación de las Facultades de Psicología en 1979, la fundación de la Real Academia Extremeña de las Letras y las Artes, y la transformación de la Universidad Internacional Menéndez Pelayo (UIMP) en organismo autónomo, estos últimos en 1980. Asimismo, en ese año también se creó el Museo Nacional de Ciencia y Tecnología (MUNCYT), por aquel entonces dependiente del Ministerio de Cultura, y se estableció el Consejo de Seguridad Nuclear (CSN), un organismo independiente que reemplazó a la Junta de Energía Nuclear (JEN) en sus funciones de control y garantía de la seguridad nuclear y protección radiológica.
Preguntados los cuatro rectores de las universidades madrileñas por la supresión del ministerio, se encontraron opiniones dispares. Para Francisco Bustelo (UCM) fue un retroceso, para Rafael Portaencasa (UPM) y Tomás Ramón Fernández (UNED) no supuso mayor problema, así como Pedro Martínez Montávez (UAM) no entró a valorarlo por considerar que el ministerio no tuvo tiempo para desarrollar sus políticas. Los cuatro sí estuvieron de acuerdo en la importancia de que no se alterase el presupuesto ni la influencia que pudiera llegar a tener la restablecida Secretaría de Estado de Universidades e Investigación.

### Transición y consolidación de la democracia

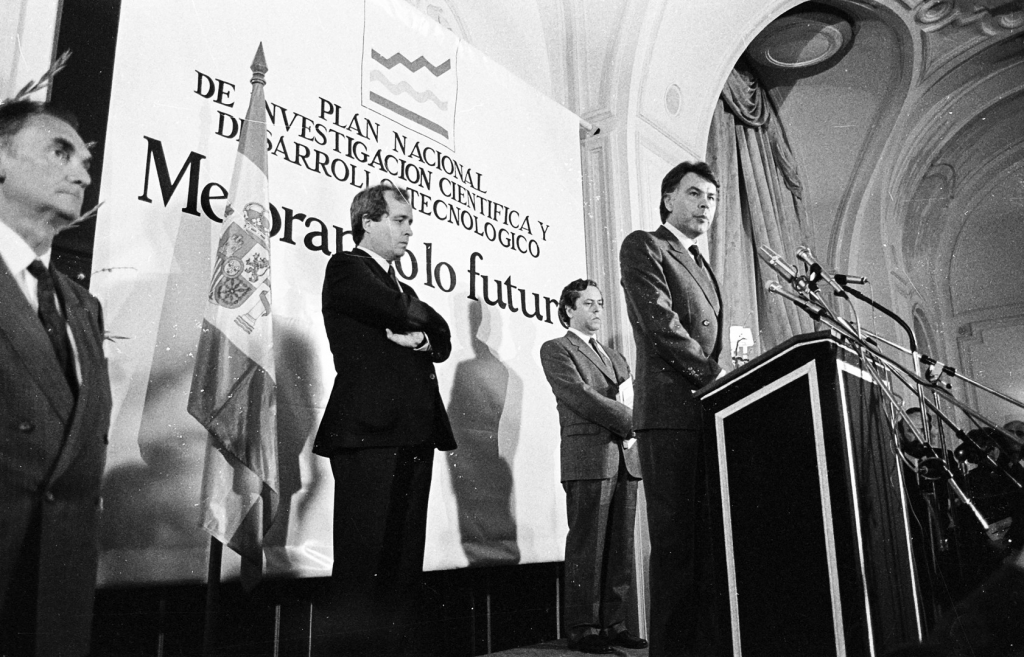
Felipe González y José María Maravall durante la presentación del Plan Nacional de Investigación Científica y Desarrollo Tecnológico. Año 1988.

Durante el interregno que siguió a la eliminación del ministerio y, tras la crítica de prestigiosos científicos españoles como el Premio Nobel Severo Ochoa debido a la pasividad de las instituciones españolas en relación con la ciencia, se aprobó la primera ley de ciencia, la Ley 13/1986, de 14 de abril, de Fomento y Coordinación General de la Investigación Científica y Técnica, que marcó el establecimiento de manera regular de una política científica y tecnológica en España. Gracias a esta ley, España pasó de un 0,3 % de aportación al conocimiento científico mundial en 1981 a un 3,1 % en 2003. Asimismo, esta ley reformó la Junta de Energía Nuclear, mermada de competencias desde 1980, configurándola como un organismo de investigación científica y tecnológica en el ámbito de la energía y la renombró como Centro de Investigaciones Energéticas, Medioambientales y Tecnológicas (CIEMAT). En paralelo, se crea el Instituto de Salud Carlos III (ISCIII), por aquel entonces dependiente del Ministerio de Sanidad y Consumo.

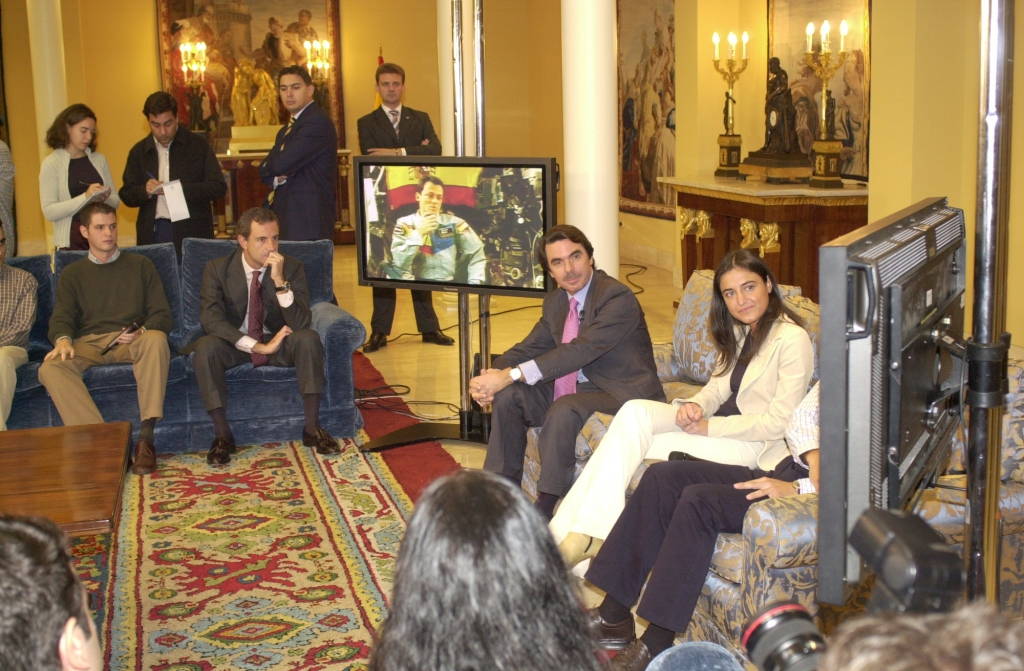
Videoconferencia del presidente del Gobierno, José María Aznar, y el ministro de Ciencia, Juan Costa, con el astronauta Pedro Duque, futuro ministro de Ciencia. Año 2003.

Tras casi dos décadas en Educación, en el año 2000 el presidente del Gobierno, José María Aznar, creó el Ministerio de Ciencia y Tecnología (MCyT) que agrupaba las competencias sobre investigación científica del Ministerio de Educación, y las competencias sobre desarrollo tecnológico del Ministerio de Industria y Energía, incluyendo las telecomunicaciones, reteniendo el entonces Ministerio de Educación, Cultura y Deporte las competencias universitarias. Este organismo fue definido por la ministra Anna Birulés como un departamento que tenía «el reto pero también la oportunidad de convertir en realidad, en el horizonte temporal de esta legislatura, el proceso decidido de impulso de la cultura de la innovación en nuestro país».
Esta etapa no tuvo muchas novedades de ámbito científico, pero sí dentro del ámbito tecnológico, pues gracias al impulso de la nueva Secretaría de Estado de Telecomunicaciones y para la Sociedad de la Información se creó el Plan de Acción «Info XXI» en el año 2001, y se aprobaron las primeras leyes de Internet: Ley de servicios de la sociedad de la información y de comercio electrónico (2002), Ley General de Telecomunicaciones (2003) y Ley de firma electrónica (2003). También, se puso en marcha la Entidad Pública Empresarial Red.es.

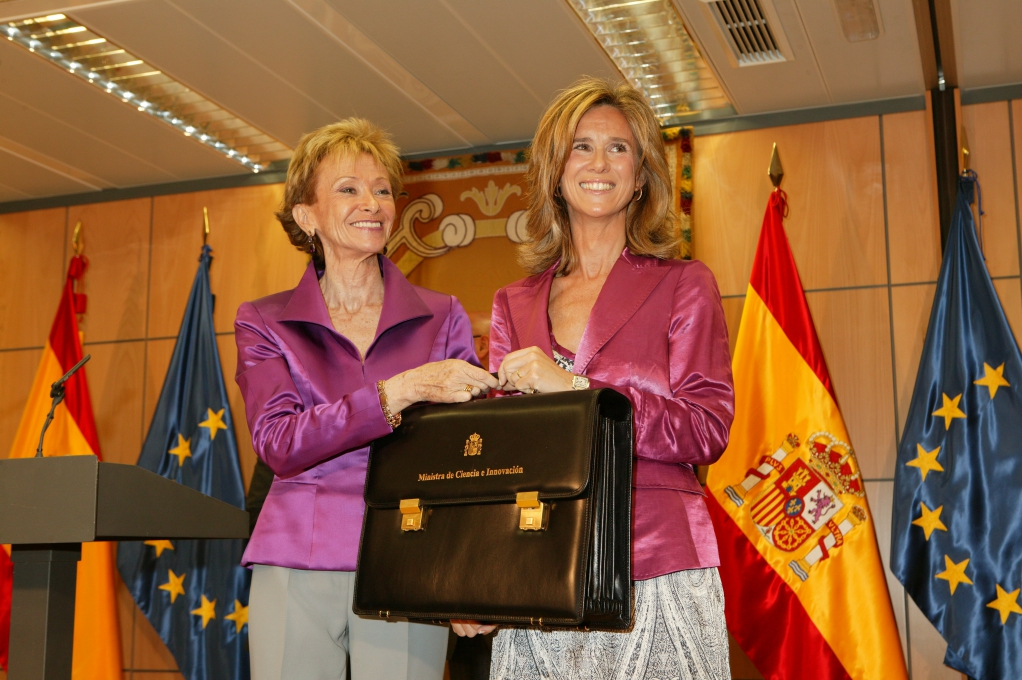
La vicepresidenta Fernández de la Vega entrega la cartera de ciencia a Cristina Garmendia. Año 2008.

Como empezaba a ser costumbre, el cambio de gobierno supuso una nueva disolución para el departamento ministerial y otra reintegración en el Ministerio de Educación. Sin embargo, en su segundo mandato, el presidente del Gobierno, José Luis Rodríguez Zapatero, volvió a otorgar rango ministerial a las competencias científicas con el Ministerio de Ciencia e Innovación, con el objetivo, tal y como explicó la ministra Cristina Garmendia, de «estar menos pendientes de la construcción y más pendientes de servicios del conocimiento, invertir más en ciencia y tecnología, ayudar a las empresas a innovar y coordinar universidades y centros de investigación». En 2009 perdió las competencias universitarias, que volvieron a Educación.
A pesar de las intenciones iniciales de la ministra, el protagonismo de la construcción no cesó y, con el estallido de la burbuja inmobiliaria y la posterior crisis económica, hizo que el entonces presidente del Gobierno, Mariano Rajoy, en un esfuerzo por reducir el gasto público, integrara las competencias científicas en el Ministerio de Economía entre 2012 y 2018. Durante este periodo se creó, con numerosos retrasos, la Agencia Estatal de Investigación (AEI), siendo actualmente la principal agencia de financiación científica de España.

#### El impulso del espacio

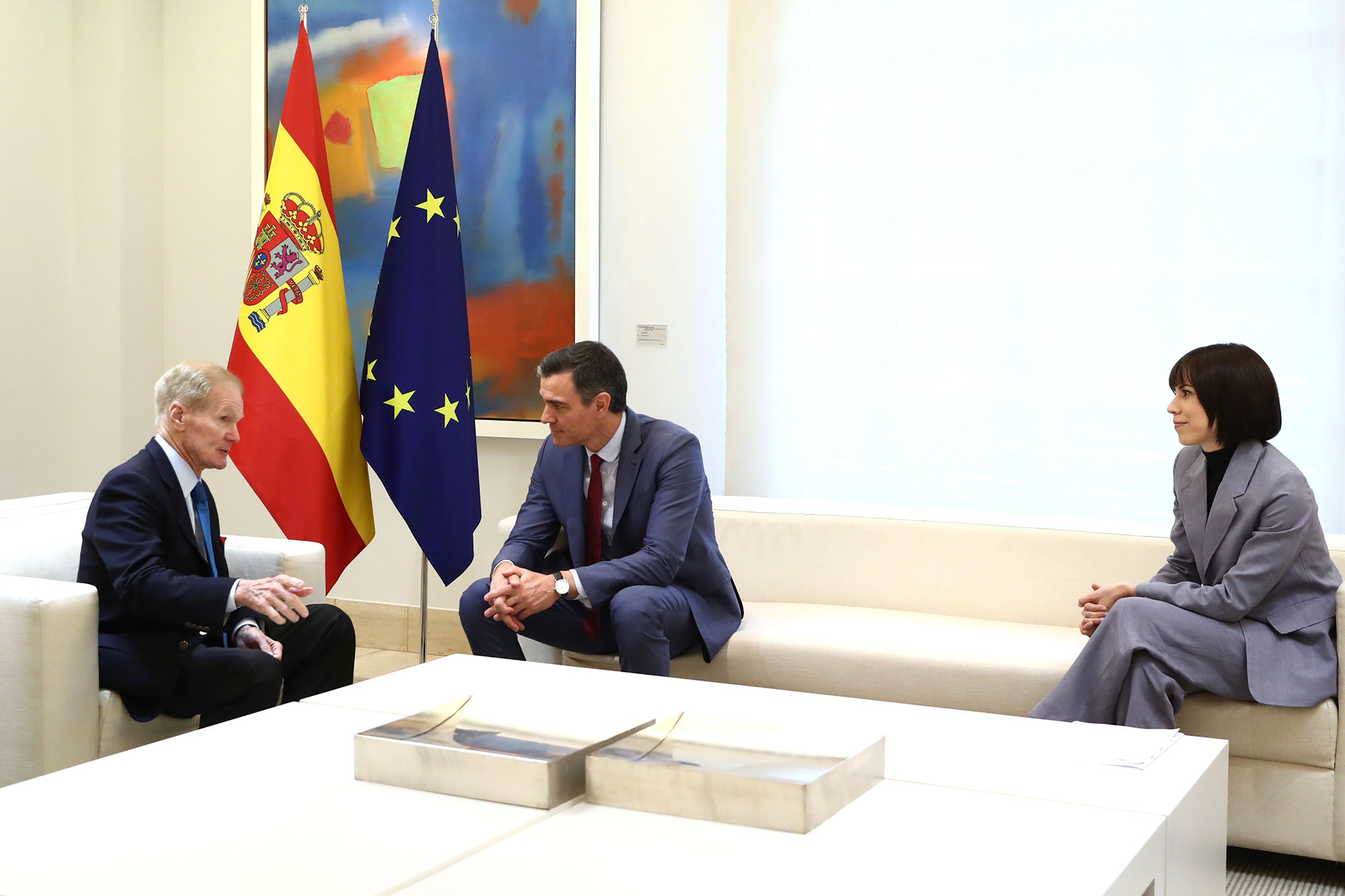
El presidente del Gobierno, Pedro Sánchez, y la ministra de Ciencia, Diana Morant, en una reunión con el administrador de la NASA, Bill Nelson.

En 2018, el nuevo presidente del Gobierno, Pedro Sánchez, recogió el guante de la comunidad científica y restableció el departamento con competencias científicas y universitarias, nombrando como titular al astronauta Pedro Duque. A consecuencia de la influencia de este ministro, se estableció expresamente que el departamento tendría competencias en materia espacial. Por otro lado, aunque al principio Duque lo descartó, la nueva ministra de Ciencia, Diana Morant, anunció en 2021 que impulsaría la creación de una Agencia Espacial Española (AEE), ya que estas responsabilidades se encontraban dispersas por diversos organismos de la Administración, como el Instituto Nacional de Técnica Aeroespacial (INTA) o el Centro de Desarrollo Tecnológico Industrial (CDTI). La nueva Ley de Ciencia de 2022 así le previó y, finalmente, el Consejo de Ministros aprobó este nuevo organismo en marzo de 2023, que asumió directamente este ámbito competencial.
En este contexto, el Ejército del Aire pasó a llamarse Ejército del Aire y del Espacio y se creó un Mando del Espacio, al tiempo que España se adhirió al Programa Artemis de la NASA.
En esta fase cabe destacar, como se ha mencionado, la reforma en 2022 de la Ley de Ciencia de 2011 y la pérdida en 2020 de las competencias universitarias, que se transfirieron al nuevo Ministerio de Universidades, algo que no gustó a los rectores de las universidades españolas, que lo consideraron un «retroceso», ni al propio ministro de Universidades, Manuel Castells, que consideraba que ciencia y universidad tenían una «relación intrínseca y fundamental». Tres años después, en noviembre de 2023, el presidente del Gobierno le devolvió las competencias universitarias, algo que agradeció las comunidades científica y académica.

## Estructura

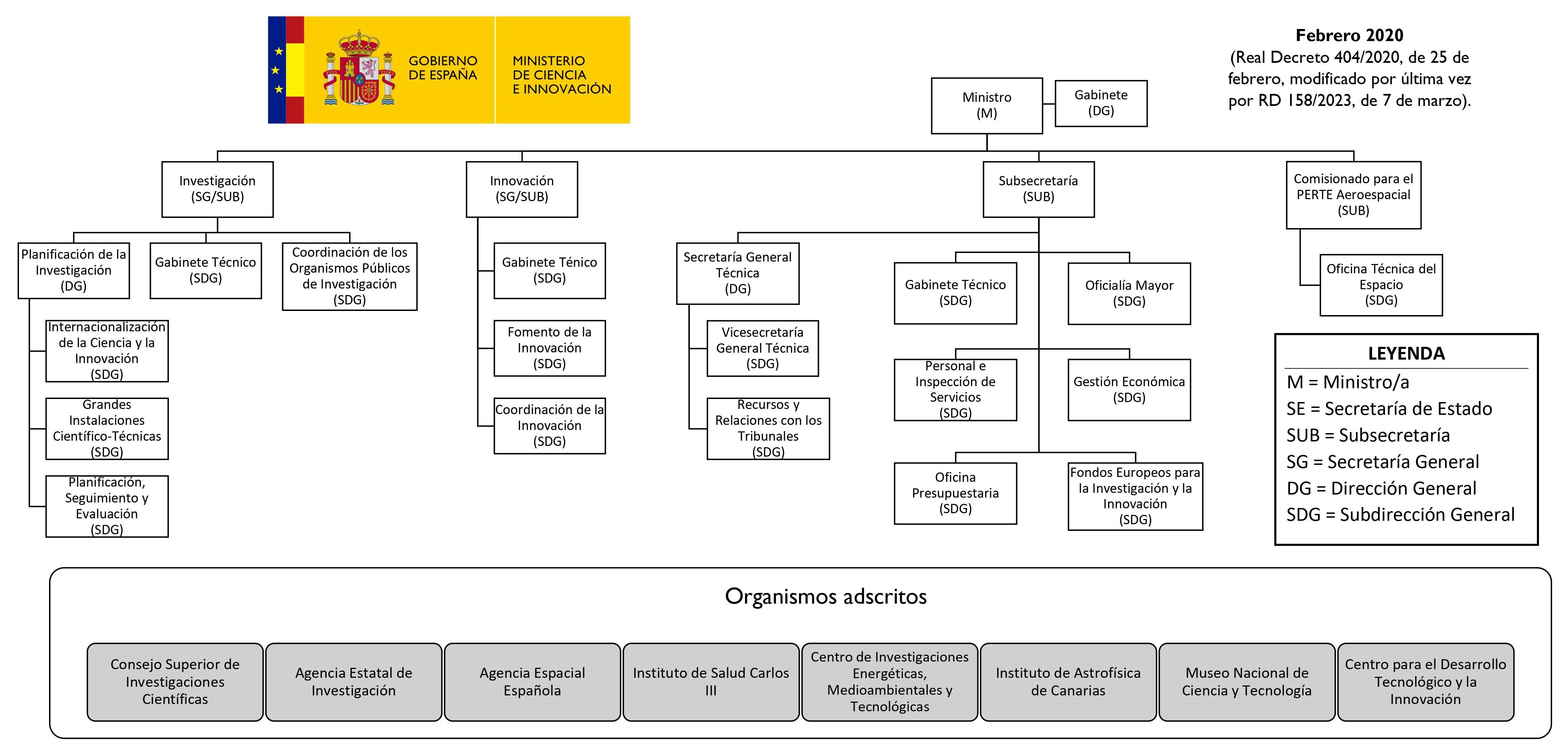
Organigrama del Ministerio de Ciencia e Innovación.

El Ministerio se estructura como sigue (órganos directamente dependientes del ministro, en negrita):
- La Secretaría de Estado de Ciencia, Innovación y Universidades.
  - La Secretaría General de Investigación, con rango de Subsecretaría.
  - La Secretaría General de Universidades, con rango de Subsecretaría.
  - La Secretaría General de Innovación, con rango de Subsecretaría.
  - El Comisionado del PERTE para la Salud de Vanguardia, con rango de Subsecretaría.
  - La Dirección General de Planificación, Coordinación y Transferencia de Conocimiento.
- La Subsecretaría de Ciencia, Innovación y Universidades.
  - La Secretaría General Técnica.
  - El Gabinete Técnico.
  - La Subdirección General de Recursos Humanos e Inspección de Servicios.
  - La Oficialía Mayor.
  - La Subdirección General de Gestión Económica.
  - La Oficina Presupuestaria.
  - La Subdirección General de Fondos Europeos para la Investigación, la Innovación y el ámbito Universitario.
- El Gabinete, órgano de apoyo político y técnico al ministro, con nivel orgánico de Dirección General.

### Órganos asesores

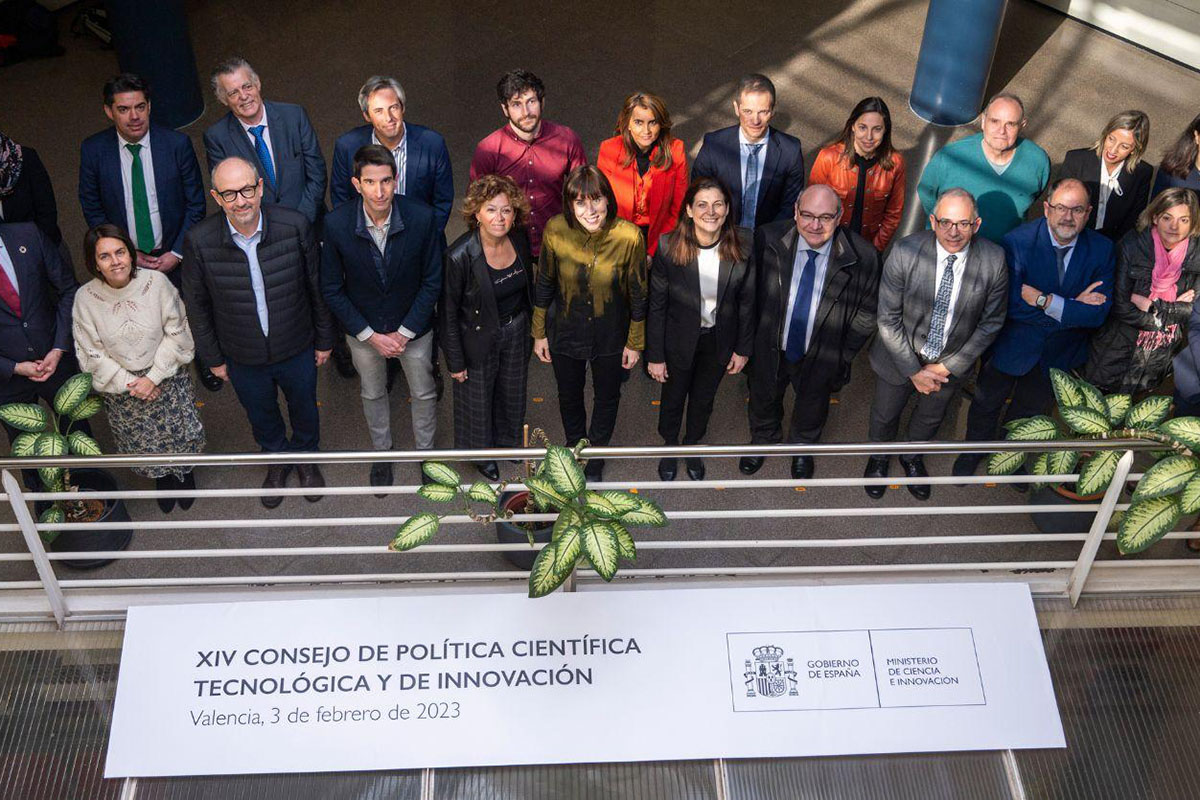
La ministra de Ciencia e Innovación, Diana Morant, y otros altos cargos, junto a jóvenes investigadores en el marco del xiv Consejo de Política Científica, Tecnológica y de Innovación. Año 2023.

El Departamento recibe asesoramiento técnico a través los siguientes órganos:
- El Consejo de Política Científica, Tecnológica y de Innovación (CPCTI), establecido en 2012 para sustituir al Consejo General de la Ciencia y la Tecnología,[5] es el órgano de cooperación y coordinación entre la Administración General del Estado y las comunidades autónomas en el ámbito de la investigación científica y técnica.
  - El Consejo Asesor de Ciencia, Tecnología e Innovación (CACTI), constituido en 1986 y adscrito al CPCTI, es un órgano formado por la comunidad científica y tecnológica y por los agentes económicos y sociales para asesorar en los asuntos relacionados con la ciencia, la tecnología y la innovación.
  - El Comité Español de Ética de la Investigación (CEEI), fundado en 2023 y dependiente del anterior, asesora sobre materias relacionadas con la ética profesional en la investigación científica y técnica y con la integridad científica.
- El Observatorio «Mujeres, Ciencia e Innovación» es, desde 2018, el órgano responsable de analizar y realizar el seguimiento y medición de los impactos sobre la situación de las mujeres en el ámbito de la investigación, el desarrollo y la innovación, fomentar la realización de políticas públicas y de actuaciones de igualdad de género, y promover la mejora de la situación de las mujeres en el Sistema Español de Ciencia, Tecnología e Innovación.
- El Comité Polar Español (CPE), creado en 1998, es el órgano de asesoramiento y apoyo en el fomento y desarrollo de la I+D+i en las zonas polares, Antártida y Ártico, y en la coordinación de los medios necesarios para su desarrollo.
- La Conferencia General de Política Universitaria se encarga desde 2007 de garantizar la cooperación y coordinación de la Administración General del Estado y de las comunidades autónomas en el ámbito de las políticas universitarias.[51]
- El Consejo de Universidades, creado en 2001 bajo la denominación de «Consejo de Coordinación Universitaria»,[52] es el órgano de coordinación académica del sistema universitario español, así como de cooperación, consulta y propuesta en materia universitaria. Está formado por el Ministerio y los rectores de las universidades españolas.[51]
- El Consejo de Estudiantes Universitario del Estado, constituido en 2011,[53] es el órgano de debate y consulta a través el cual los estudiantes universitarios participan en el diseño de las políticas universitarias.[51]

### Adscripciones
| - El Consejo Superior de Investigaciones Científicas (CSIC). - El Museo Nacional de Ciencias Naturales - El Museo Cajal. - La Agencia Estatal de Investigación (AEI). - La Agencia Espacial Española (AEE); dependiente también del Ministerio de Defensa. - El Instituto de Salud Carlos III (ISCIII); dependiente funcionalmente del Ministerio de Sanidad. - El Centro de Investigaciones Energéticas, Medioambientales y Tecnológicas (CIEMAT). - El Instituto de Astrofísica de Canarias (IAC), mediante consorcio con otras administraciones. | - La Fundación Española para la Ciencia y la Tecnología (FECYT). - El Museo Nacional de Ciencia y Tecnología (MUNCYT). - El Centro para el Desarrollo Tecnológico y la Innovación (CDTI). - El Instituto de España (IdE). - Las Reales Academias. - El Colegio de España en París. - La Universidad Internacional Menéndez Pelayo (UIMP). - La Universidad Nacional de Educación a Distancia (UNED). - La Agencia Nacional de Evaluación de la Calidad y Acreditación (ANECA). - El Servicio Español para la Internacionalización de la Educación (SEPIE). |

## Sede
El Ministerio de Ciencia, Innovación y Universidades es uno de los departamentos ministeriales del Gobierno de España que actualmente tienen establecida su sede central en el Complejo Cuzco de Madrid. En concreto, este ministerio se ubica en el número 162 del Paseo de la Castellana (Torre Cuzco), edificio que también acoge al Ministerio de Economía.
Por otra parte, los organismos del departamento tienen sedes propias, estando ubicadas la mayoría de ellas en Madrid. Sin embargo, en este último aspecto destacan el Instituto de Astrofísica de Canarias, que se ubica en San Cristóbal de La Laguna (Santa Cruz de Tenerife) y la Agencia Espacial Española, con sede en Sevilla.

### Históricas

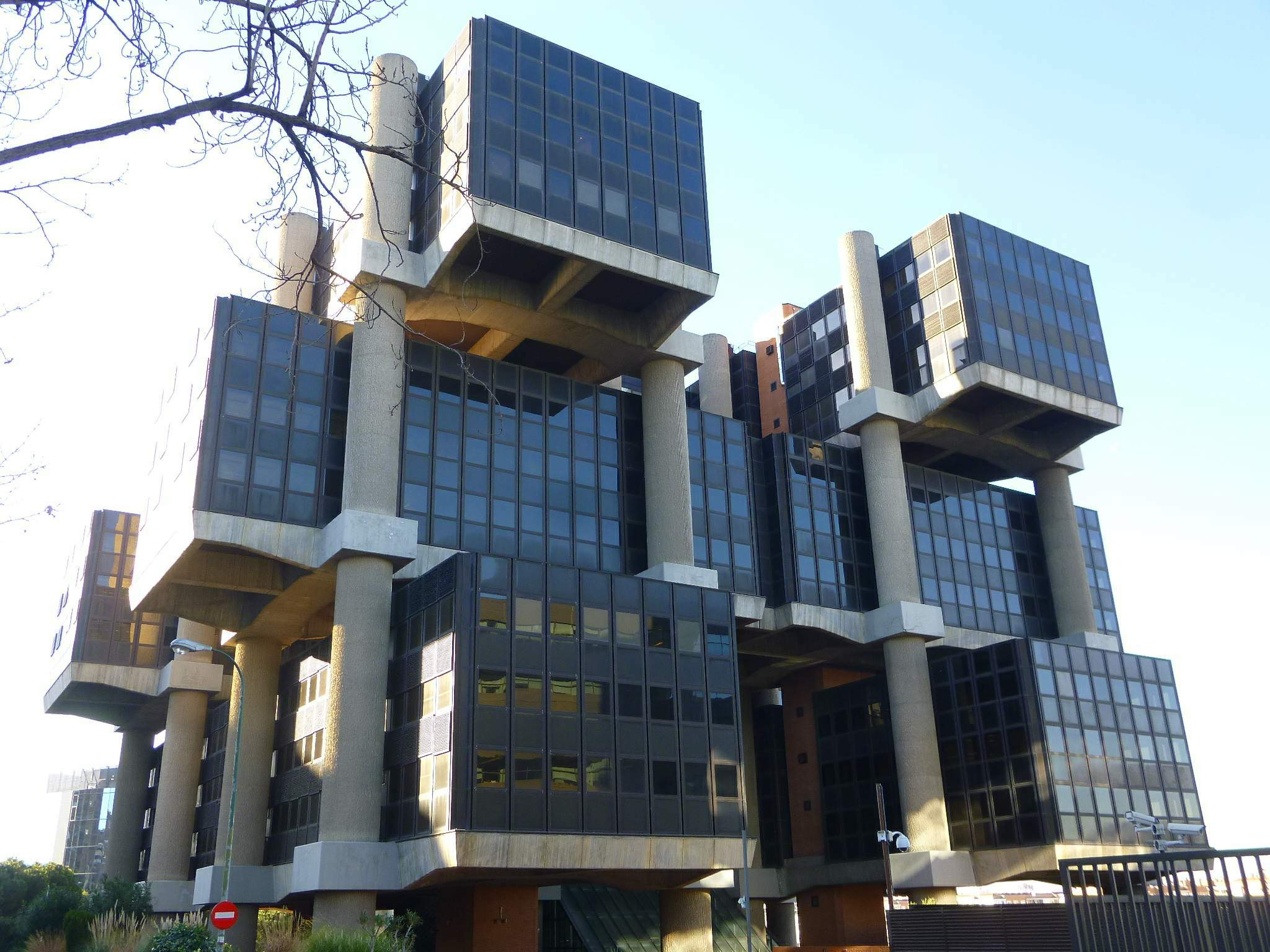
Edificio de oficinas conocido como «Los Cubos», inmueble que albergó, mediante alquiler, parte de los órganos científicos el Gobierno de España entre 2005/6 y 2015.

Durante los dos primeros años que existió este departamento (1979-1981), se ubicó en el número 150 de la calle de Serrano, en Madrid. Cuando se decidió instalar el departamento allí, el edificio estaba ocupado por el Instituto de Racionalización y Normalización (IRANOR), que lo tuvo que desalojar casi sin previo aviso. El inmueble debía tener problemas de ventilación pues, en el verano de 1980, el personal sufría las incomodidades de trabajar debido a las altas temperaturas del verano madrileño. Tras la supresión del departamento, continuó albergando dependencias de ámbito científico como la Secretaría de Estado de Universidades e Investigación.
En su segunda etapa (2000-2004), el Ministerio tuvo su sede principal en el número 160 del Paseo de la Castellana, sede tradicional del Ministerio de Industria que durante esta etapa estaba libre, puesto que del Departamento de Industria fue suprimido y el Departamento de Ciencia asumió las competencias industriales. Al mismo tiempo, también sirvió como sede el Palacio de Comunicaciones, pues ahí estaban instalados los servicios de la Secretaría de Estado de Telecomunicaciones y para la Sociedad de la Información.
Por último, en su tercera etapa (2008-2011) se instaló en el número 5 de la calle Albacete de Madrid, construcción conocida como Edificio «Los Cubos», un edificio alquilado por el Ministerio de Educación y Ciencia para albergar a la Secretaría de Estado de Universidades e Investigación que, tras la nueva supresión del Departamento de Ciencia en 2011, siguió albergando los servicios de la Secretaría de Estado de Investigación, Desarrollo e Innovación hasta 2015.

## FECYT
La Fundación Española para la Ciencia y la Tecnología (FECYT), creada por Acuerdo del Consejo de Ministros de 27 de abril de 2001, es una entidad dependiente del Ministerio de Ciencia, con autonomía funcional. Su misión es prestar un servicio continuado y flexible al sistema español de ciencia-tecnología-sociedad, mediante la identificación de oportunidades y necesidades y la formulación de propuestas de actuación.

## Titulares

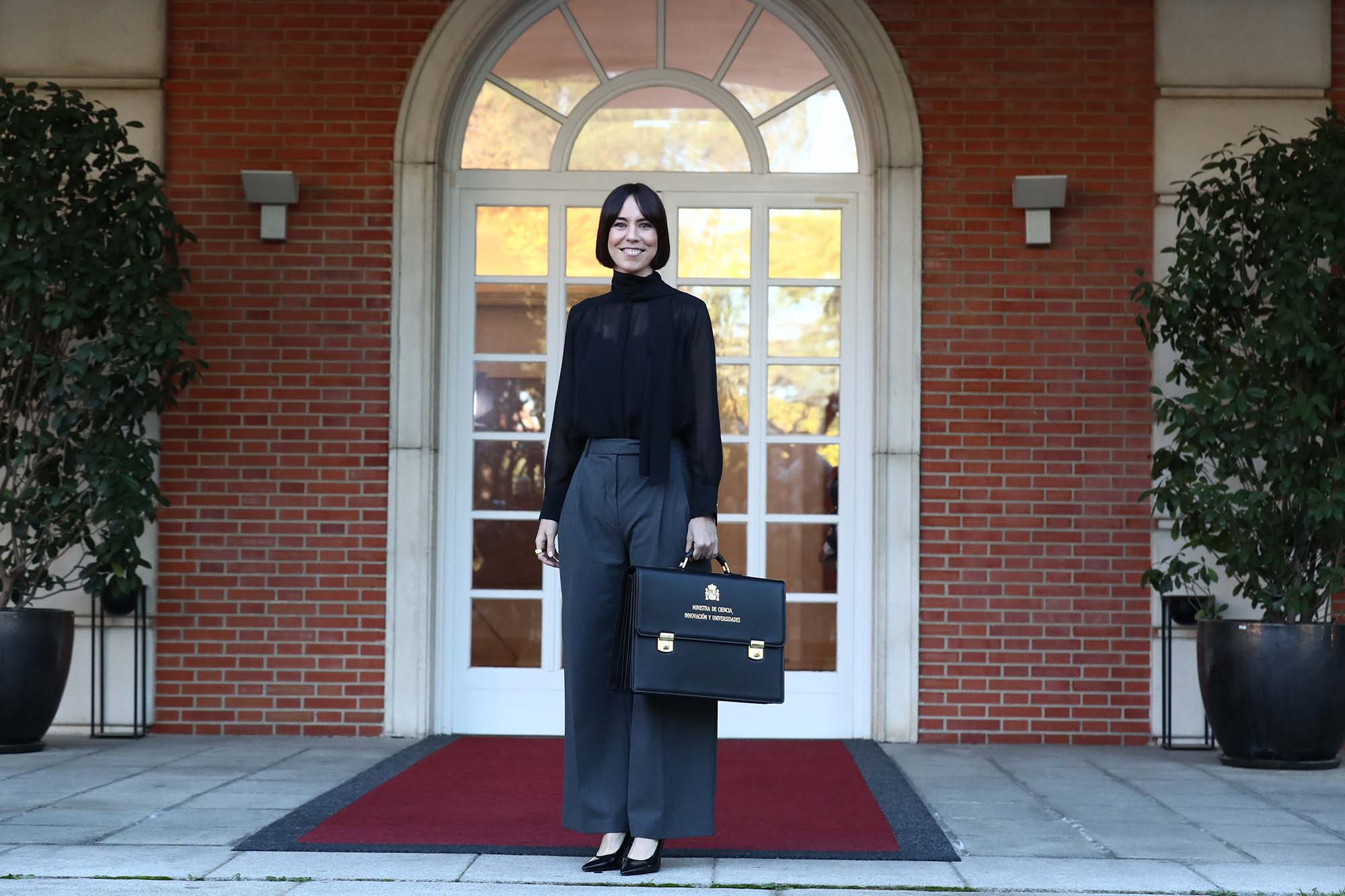
Diana Morant, ministra de Ciencia, Innovación y Universidades de España.

Las competencias científicas y universitarias siempre han estado representadas en el Consejo de Ministros, sobre todo tras la creación del cargo de ministro de Educación en 1900, que dio un papel protagonista a estas políticas junto con las educativas y culturales. Este papel se vio acentuado en 1966 cuando, por primera vez, el ámbito de la ciencia entró en la nomenclatura de un departamento, en este momento «Educación y Ciencia».
Siendo Adolfo Suárez presidente del Gobierno, en 1979, estas competencias alcanzaron su punto álgido, pues creó la figura del ministro de Universidades e Investigación, considerado el origen de esta posición ministerial y del departamento en sí. No duró mucho, pues casi dos años después Calvo-Sotelo reagrupó estas responsabilidades en el Ministerio de Educación. Desde entonces, la posición ha sido reintroducida en otras tres ocasiones (2000-2004; 2008-2011; y desde 2018).
Siete han sido las personas que han ocupado esta cartera, cuatro hombres y tres mujeres. La bióloga Cristina Garmendia ha sido la persona que más tiempo ha desempeñado el cargo, con 3 años y 252 días, mientras que el político Juan Costa, con 227 días, fue la persona con menor tiempo al frente del departamento. La actual ministra de Ciencia, Innovación y Universidades es, desde el 12 de julio de 2021, Diana Morant, que anteriormente fue regidora de la ciudad de Gandía entre 2015 y 2021.

### Lista de ministros
| Imagen | Nombre (nac.–fall.)                                   | Mandato                                               | Mandato                                               | Mandato                                               | Partido                                               | Partido                                               | Presidente del Gobierno                               | Presidente del Gobierno                               | Monarca                   | Ref.          |
| Imagen | Nombre (nac.–fall.)                                   | Nombramiento                                          | Cese                                                  | Duración                                              | Partido                                               | Partido                                               | Presidente del Gobierno                               | Presidente del Gobierno                               | Monarca                   | Ref.          |
| --- | ----------------------------------------------------- | ----------------------------------------------------- | ----------------------------------------------------- | ----------------------------------------------------- | ----------------------------------------------------- | ----------------------------------------------------- | ----------------------------------------------------- | ----------------------------------------------------- | ------------------------- | ------------- |
| Ministro de Universidades e Investigación (1979-1981)                                                             | Ministro de Universidades e Investigación (1979-1981) | Ministro de Universidades e Investigación (1979-1981) | Ministro de Universidades e Investigación (1979-1981) | Ministro de Universidades e Investigación (1979-1981) | Ministro de Universidades e Investigación (1979-1981) | Ministro de Universidades e Investigación (1979-1981) | Ministro de Universidades e Investigación (1979-1981) | Ministro de Universidades e Investigación (1979-1981) | Juan Carlos I (1975-2014) |               |
| | Luis González Seara (1936-2016)                       | 5 de abril de 1979                                    | 26 de febrero de 1981                                 | 1 año y 327 días                                      |                                                       | UCD                                                   |                                                       | Adolfo Suárez (1976-1981)                             | Juan Carlos I (1975-2014) | [ 65 ] [ 66 ] |
| Cargo suprimido durante este intervalo.                                                                           |                                                       |                                                       |                                                       |                                                       |                                                       |                                                       |                                                       |                                                       | Juan Carlos I (1975-2014) |               |
| Ministro de Ciencia y Tecnología (2000-2004)                                                                      |                                                       |                                                       |                                                       |                                                       |                                                       |                                                       |                                                       |                                                       | Juan Carlos I (1975-2014) |               |
| | Anna Birulés (1954-)                                  | 27 de abril de 2000                                   | 10 de julio de 2002                                   | 2 años y 74 días                                      |                                                       | Independiente                                         |                                                       | José María Aznar (1996-2004)                          | Juan Carlos I (1975-2014) | [ 68 ] [ 69 ] |
| | Josep Piqué (1955-2023)                               | 10 de julio de 2002                                   | 3 de septiembre de 2003                               | 1 año y 55 días                                       |                                                       | PP                                                    | [ 70 ] [ 71 ]                                         | José María Aznar (1996-2004)                          | Juan Carlos I (1975-2014) |               |
| | Juan Costa Climent (1965-)                            | 4 de septiembre de 2003                               | 18 de abril de 2004                                   | 227 días                                              |                                                       | PP                                                    | [ 72 ]                                                | José María Aznar (1996-2004)                          | Juan Carlos I (1975-2014) |               |
| Cargo suprimido durante este intervalo.                                                                           |                                                       |                                                       |                                                       |                                                       |                                                       |                                                       |                                                       |                                                       | Juan Carlos I (1975-2014) |               |
| Ministro de Ciencia e Innovación (2008-2011)                                                                      |                                                       |                                                       |                                                       |                                                       |                                                       |                                                       |                                                       |                                                       | Juan Carlos I (1975-2014) |               |
| | Cristina Garmendia (1962-)                            | 14 de abril de 2008                                   | 22 de diciembre de 2011                               | 3 años y 252 días                                     |                                                       | Independiente                                         |                                                       | José Luis Rodríguez Zapatero (2004-2011)              | Juan Carlos I (1975-2014) | [ 74 ] [ 75 ] |
| Cargo suprimido durante este intervalo.                                                                           | Cargo suprimido durante este intervalo.               | Cargo suprimido durante este intervalo.               | Cargo suprimido durante este intervalo.               | Cargo suprimido durante este intervalo.               | Cargo suprimido durante este intervalo.               | Cargo suprimido durante este intervalo.               | Cargo suprimido durante este intervalo.               | Cargo suprimido durante este intervalo.               | Felipe VI (2014-presente) |               |
| Ministro de Ciencia, Innovación y Universidades (2018-2020; 2023-) / Ministro de Ciencia e Innovación (2020-2023) |                                                       |                                                       |                                                       |                                                       |                                                       |                                                       |                                                       |                                                       | Felipe VI (2014-presente) |               |
| | Pedro Duque (1963-)                                   | 7 de junio de 2018                                    | 12 de julio de 2021                                   | 3 años y 35 días                                      |                                                       | Independiente                                         |                                                       | Pedro Sánchez (2018-presente)                         | Felipe VI (2014-presente) | [ 77 ] [ 78 ] |
| | Diana Morant (1980-)                                  | 12 de julio de 2021                                   | En el cargo                                           | 3 años y 359 días                                     |                                                       | PSOE                                                  | [ 79 ] [ 80 ]                                         | Pedro Sánchez (2018-presente)                         | Felipe VI (2014-presente) |               |

## Presupuesto
Para el ejercicio 2023, prorrogado para 2024, el Departamento de Ciencia, Innovación y Universidades tiene un presupuesto total consolidado de 8197 millones de euros.
El MICIU participa en una veintena de programas presupuestarios, destacando el Programa 463B «Fomento y coordinación de la investigación científica y técnica». Este programa, dotado con 3016 millones de euros, es el principal financiador de las políticas científicas del Gobierno de España, que se complementa con otros cuatro programas —463A, 465A, 467C, 467H— que, con un montante de 3148 millones, también financian la investigación científica. Asimismo, el Departamento cuenta con casi 1800 millones en fondos europeos.

### Evolución
| Gasto consolidado del Ministerio de Ciencia desde el año 2002 Datos cada dos años, salvo el más reciente (en millones de euros) |
| |
| Fuente: Presupuestos Generales del Estado. Ministerio de Hacienda.                                                              |

### Auditoría
Las cuentas del Ministerio, así como de sus organismos adscritos, son auditadas de forma interna por la Intervención General de la Administración del Estado (IGAE), a través de una Intervención Delegada en el propio Departamento. De forma externa, es el Tribunal de Cuentas el responsable de auditar el gasto.

### Departamentos relacionados
- Ministerio de Educación - Departamento que ha gestionado las competencias científicas desde 1900.
- Ministerio de Economía - Departamento que asumió las competencias científicas entre 2011 y 2018.
- Ministerio de Universidades - Departamento competente en educación superior entre 2020 y 2023.